# Gulpen-Wittem

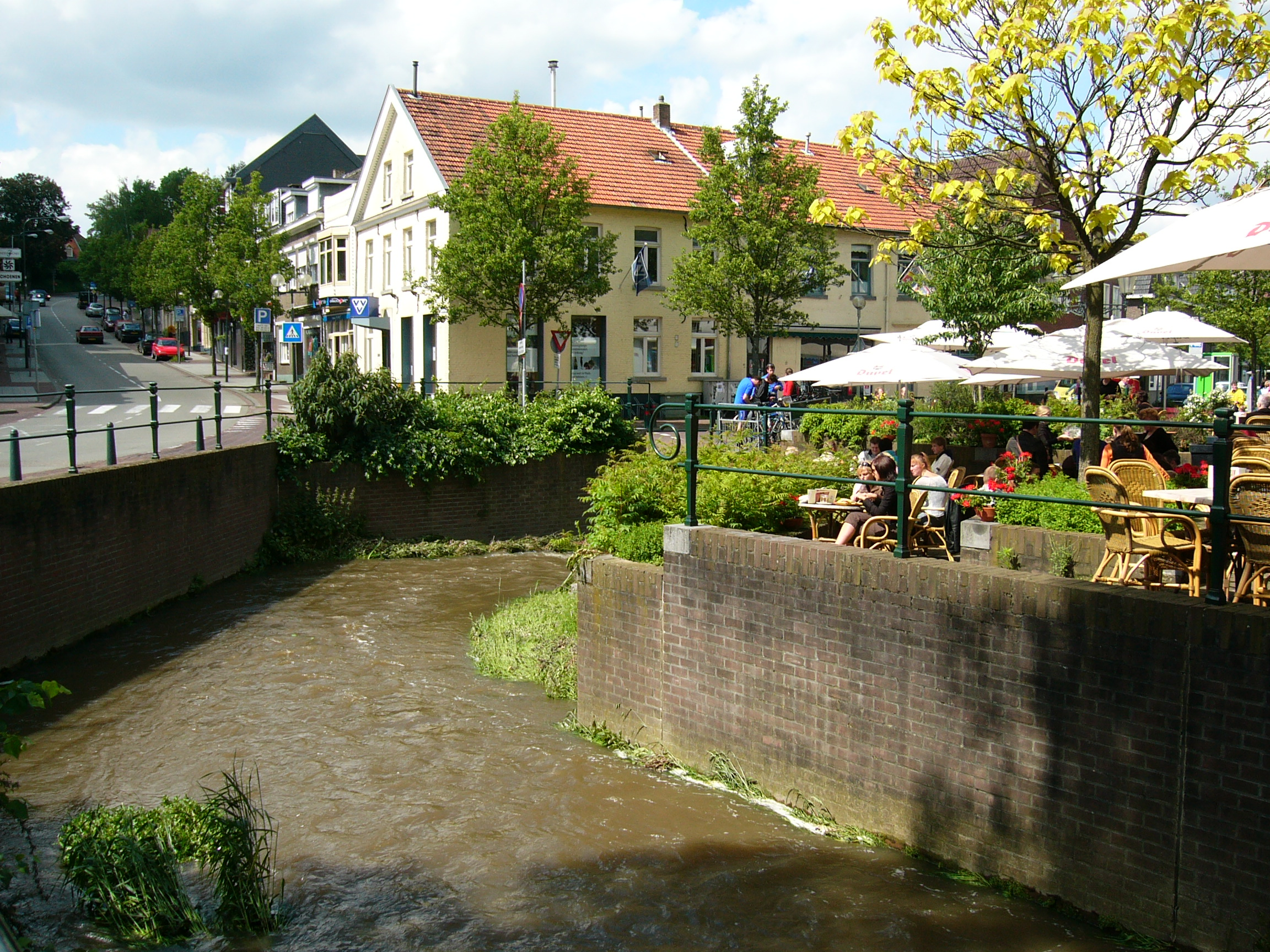
Gulpen med floden Gulp.

Gulpen-Wittems läge i Nederländerna

Gulpen-Wittem (limburgiska: Gullepe-Wittem) är en kommun i provinsen Limburg i Nederländerna. Kommunens totala area är 73,35 km² (där 0,19 km² är vatten) och invånarantalet är på 14 329 invånare (2016).
Kommunen skapades den 1 januari 1999 av kommunerna Gulpen och Wittem.